# زیست‌کره ۲

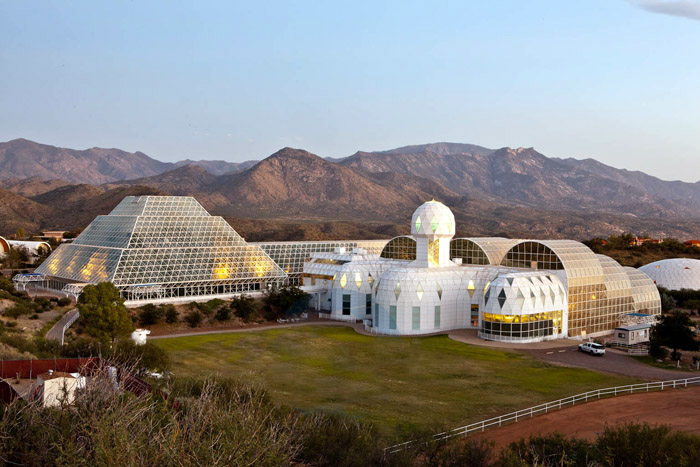
بیوسفر ۲ که در محوطه دانشگاهی ۴۰ جریبی قرار گرفته و امروزه بازدید آن برای عموم آزاد است.

بیوسفر ۲ (به انگلیسی: Biosphere 2)، یک سیستم اکولوژیکی بسته‌است که برای شبیه‌سازی و پژوهش‌های علمی دربارهٔ آن ساخته‌شد. زیست‌کره در طول فعالیت خود، دو مأموریت آزمایش محیط‌بسته داشته‌است که به ماموریت‌های ۱ و ۲ شناخته می‌شوند. در طول این ماموریت‌ها، محیط آن مهر و موم شده و پژوهشگران به دور از دنیای بیرون در آن زندگی کرده‌اند. از سال ۲۰۱۱، دانشگاه آریزونا آن را به عنوان مرکز پژوهشی-آموزشی بکار گرفته و از آن برای یادگیری سیستم‌های زیستی زمین و شناخت جایگاه زمین در جهان استفاده می‌کند. زیست‌کره ۲ بزرگترین ویواریوم و سامانه اکولوژیکی بسته است که با هدف بررسی امکان حیات در فضای بیرونی ساخته شد. 

## ساخت و ویژگی‌ها
مساحت این مجموعه ۳٬۱۴ جریب (۱٬۲۷ هکتار) است. ساختار آن در اصل به منظور ایجاد یک سیستم اکولوژیکی بسته در اوراکل در ایالت آریزونای ایالات متحده آمریکا طراحی شده‌است. سرپرست گروه سازنده آن، مارگرت آگوستین و مدیر اجرایی آن، جان پی آلن بوده‌است. این مجموعه در بین سال‌های ۱۹۸۷ تا ۱۹۹۱ ساخته شد و هدف آن بررسی تعاملات بین بین سیستم‌های زندگی در کره زمین بود که در ساختاری با پنج محوطه که بر پایه زیست‌بوم‌ها شبیه‌سازی شده‌بود انجام می‌گرفت. ساختار آن دربرگیرنده یک منطقه کشاورزی و محل زندگی و کار انسان‌ها نیز بود که باید تعاملات بین انسان، کشاورزی و تکنولوژی را با طبیعت درمی‌یافتند. از اهداف دیگر ساخت آن، پژوهش امکان به‌کارگیری زیست‌کره بسته در مهاجرنشین‌های فضایی و نیز مطالعه دستکاری در زیست‌کره زمین بدون آسیب زدن به آن بود.
نام آن از زیست‌کره زمین (زیست‌کره ۱) گرفته‌شده‌است. بخش اصلی بودجه اولیه آن از سرمایه‌گذاری ادوارد پری (Ed Bass) تأمین شده که در بین سال‌های ۱۹۸۵ تا ۲۰۰۷ در حدود ۲۰۰ میلیون دلار بوده و دربرگیرنده زمین، گلخانه‌های پژوهشی حمایتی، ماژول‌های تست و تجهیزات بوده‌است. با اندازه‌ای که در حدود ۲٬۵ برابر زمین فوتبال است هم‌اکنون نیز به عنوان بزرگترین سیستم بسته ساخته شده به‌شمار می‌آید.
زیست‌کره ۲ نمایانگر زیست‌بوم‌های زمین است: ۱۹۰۰ مترمربع جنگل بارانی، ۸۵۰ متر مربع اقیانوس به همراه آب‌سنگ مرجانی، ۴۵۰ متر مربع جنگل حرا، ۱۳۰۰ متر مریع چمنزار ساوانا، ۱۴۰۰ مترمربع بیابان مه، ۲۵۰۰ متر مربع سیستم کشاورزی، اقامتگاه انسان‌ها و یک زیربنا در زیر زمین. ورودی غیرفعال خورشیدی در طول قاب‌های فضایی شیشه، و لوله‌های گرمایشی و سرمایشی چرخشی آب با سامانه پمپ مجزا سرتاسر زیست‌کره ۲ را دربرگرفته‌اند. توان الکتریکی مجموعه از مرکز گاز طبیعی که در خود ساختار قرار دارد تأمین می‌شود.